# Сеймур Беккер
Сеймур Беккер (Seymour Becker, 1934 — 5 жовтня 2020) — американський історик, фахівець в галузі політичної історії. Спеціалізація: Російська імперія кінця 19 - початку 20 ст. в  Середній Азії, російська і радянська імперська політика і ідеологія, російське дворянство.

## Біографія
Кваліфікації
- 1956 бакалавр історії в Вільямс-коледжу (Вільямстаун, штат Массачусетс),
- 1958 Гарвардський університет, ступінь магістра з фаху Регіональні дослідження (Радянський Союз)
- 1963 доктор історії (PhD), Гарвардський університет. Тема дисертації: Russia's central Asian protectorates : Bukhara and Khiva, 1865-1917.

Посади
- 1962-2002 Ратгерс університет (Нью-Джерсі), від викладача до професора історії
- з 2002 по цей час професор (Professor Emeritus) історії Ратгерс університету
- з 1987 по цей час член видавничої ради наукового часопису «Nationalities Papers»
- з 2002 по цей час член видавничої ради науково-історичного часопису «Ab Imperio»

## Монографії
- S. Becker. Russia's Protectorates in Central Asia: Bukhara and Khiva, 1865-1924. - Cambridge, Harvard University, 1963/ 2nd ed.: Routledge Chapman & Hall, 2009. - 424 pp. ISBN 0415546184
- S. Becker. Nobility and Privilege in Late Imperial Russia. - : Northern Illinois Univ. Press, 1985, - 253 pp. ISBN 0875805396
  - (рос.видання) Миф о русском дворянстве. - М.: «Новое Литературное Обозрение», 2004, - 346 с.

## Статті (вибірково)
- S.Becker: Contributing to a Nationalist Ideology: Histories of Russia in the First Half of the 19th Century. - in: «Russian History», Nr.13, 1986, p. 331-356.